# ناثان

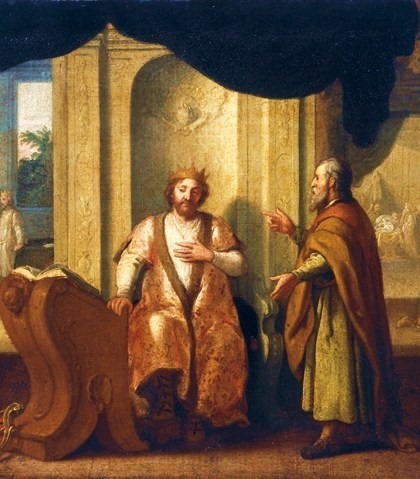
لوحة لماتياس شيتيس تمثل كل من داود و ناثان

ناثان (بالعبرية: נָתַן) هو أحد الأنبياء المذكورين في الكتاب المقدس في العهد القديم، ورد ذكره في سفر صموئيل الأول وسفر الملوك الأول وفي سفر أخبار الأيام، عاش ناثان في زمن داود وذكر أنه وبخ داود بعد إقدامه على الزنا مع بثشبع زوجة أوريا الحثي والذي قتله داود في إحدى معاركه ضد العمونيين، تنبأ ناثان بموت ابن داود الذي ولد من بثشبع، ذكر بعد ذلك أنه أخبر داود عن قيام أدونيا بتنصيب نفسه كملك خلفاً لداود من دون أخذ إذنه، فأمر ناثان و صادوق الكاهن بأخذ سليمان ليتوجوه كملك لإسرائيل.